# Czarismo
Czarismo foi um sistema político que imperou na Rússia desde 1547 até a Revolução de 1917.
Czar era o título que se dava ao Imperador Russo e que, durante esse período, governava de forma absoluta, na qual se confundia com o Estado. Agiam politicamente em função da grandeza imperial e da ampliação de seu poder como déspota.
O czarismo era um regime bastante parecido com o absolutismo.
A falta de liberdade, no regime czarista era quase absoluta, mesmo para a nobreza, classe social teoricamente livre mas que vivia subjugada pelo czar.
Por último, o czar Nicolau II, mesmo transformando o país numa monarquia constitucional, incluindo um parlamento, não conseguiu travar o socialismo que se instalou.